# Mike Fountain
Mike Fountain (* 26. Januar 1972 in North York, Ontario) ist ein ehemaliger kanadischer Eishockeytorwart, der in seiner Karriere einige NHL-Spiele für die Vancouver Canucks, Carolina Hurricanes und Ottawa Senators absolvierte und später unter anderem für die Iserlohn Roosters in der Deutschen Eishockey Liga (DEL) aktiv war.

## Karriere
Mike Fountain spielte zunächst in kleineren Juniorenligen, bevor er 1990 in die Ontario Hockey League wechselte. Hier war er für die Sault Ste. Marie Greyhounds und Oshawa Generals aktiv. Beim NHL Entry Draft 1992 wurde der Torhüter von den Vancouver Canucks in der zweiten Runde an 45. Stelle ausgewählt. Anschließend war er für die kanadische Nationalmannschaft bei der Junioren-Weltmeisterschaft 1992 aktiv.
Ab dem Herbst 1992 spielte er für das Farmteam der Canucks, die Hamilton Canucks, in der American Hockey League. Auch als diese 1994 durch eine Umsiedlung zu Syracuse Crunch wurden, blieb Fountain dem Team treu. In der Saison 1996/97 kam er dann zu seinem Debüt in der National Hockey League, wo er gleich einen Shutout feierte und insgesamt sechs Partien für die Canucks absolvierte. Im Sommer 1997 unterschrieb der Torhüter dann bei den Carolina Hurricanes, für die er in drei Spielen auf dem Eis stand. Hauptsächlich verbrachte er die folgenden zwei Jahre allerdings bei den Beast of New Haven in der AHL. 1999 wurde Fountain zum Free Agent und schloss sich den Ottawa Senators an. Auch hier spielte er nur wenige Spiele in der NHL und kam meist in der International Hockey League bei den Grand Rapids Griffins zum Einsatz. 2001 wechselte der Linksfänger nach Russland und spielte in der Superliga für den HK Lada Toljatti. In seinem ersten von zwei Jahren erreichte er den besten Gegentorschnitt der gesamten Liga.
Zur Saison 2003/04 folgte der Wechsel in die Deutsche Eishockey Liga zu den Iserlohn Roosters. Hier bildete er gemeinsam mit Dimitrij Kotschnew ein Torhüterduo. Nachdem er die nächste Spielzeit in der United Hockey League begonnen hatte, ging er schließlich wieder nach Russland, diesmal in die zweithöchste Spielklasse. In den folgenden zwei Jahren war er für zwei Vereine aus Tscheljabinsk aktiv – zunächst für den HK Metschel und danach für den HK Traktor. 2006 kehrte Fountain zurück zum HK Lada Toljatti. Auch als sein Team 2008 in die neu gegründete Kontinentale Hockey-Liga wechselte, blieb er im Team. 2009 beendete er seine Karriere.
Anschließend arbeitete er als Trainer und Torwarttrainer, unter anderem in der Saison 2010/11 bei den Muskegon Lumberjacks aus der United States Hockey League. Bei der Stadt Walker im US-Bundesstaat Michigan ist er als Ice Director beschäftigt.

## Erfolge und Auszeichnungen
| - 1992 OHL First All-Star Team - 1992 OHL Goaltender of the Year - 1992 Spengler-Cup-Gewinn mit dem Team Canada | - 1994 AHL Second All-Star Team - 2001 IHL Second All-Star Team |

## Karrierestatistik
(Legende zur Torhüterstatistik: GP oder Sp = Spiele insgesamt; W oder S = Siege; L oder N = Niederlagen; T oder U oder OT = Unentschieden oder Overtime- bzw. Shootout-Niederlage; Min. = Minuten; SOG oder SaT = Schüsse aufs Tor; GA oder GT = Gegentore; SO = Shutouts; GAA oder GTS = Gegentorschnitt; Sv% oder SVS% = Fangquote; EN = Empty Net Goal; 1 Play-downs/Relegation; Kursiv: Statistik nicht vollständig)